# イスタラフシャン
イスタラフシャン (ラテン文字: Istaravshan、タジク語: Истаравшан、ペルシア語: استروشن) はタジキスタン・ソグド州にある都市である。

## 概要
イスタラフシャンはトルキスタン山脈の麓北部に位置し、ソグド州の州都ホジェンドからは78km南西に在る。イスタラフシャンはソビエト連邦時代はウラ＝テューベ (Ura Tyube) と呼ばれ、都市の歴史が2,500年以上であるなどタジキスタンでも有数の歴史ある都市として知られていた。2000年以前は、ロシア語ではウラ＝テューベ (Ура́-Тюбе)、タジク語ではウロテッパ (Уротеппа)、トルコ語ではウラテペ (Uratepe) という名前で知られていた。表記としては、イスタラフシャンの他に、イスタラウシャンやイストラフシャンなどがある。
街は北部と西部をウズベキスタンとの国境に、東部をキルギスとの国境に接している。街全体の面積は約1,830km2、2013年時点の人口は約58,000人であり、市民の大部分はウズベキスタンやキルギスなど国外で働いている。

## 歴史

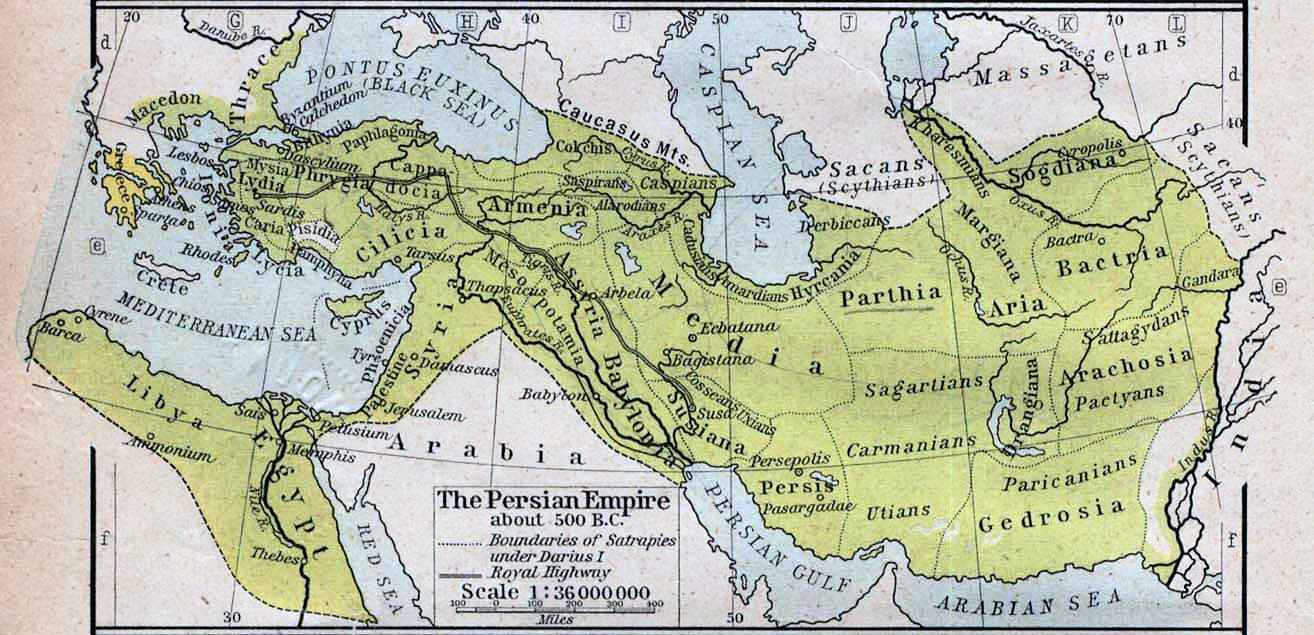
アケメネス朝の最大版図を示した1923年の地図。クロポリスはアケメネス朝の領土の北東の端、およその地域に位置し、これはイスタラフシャンとほぼ同じ位置に相当する。

1923年に製作された地図によると、古代クロポリスは現代のイスタラフシャンとほぼ同じ地域に存在していたと考えられている。

## ギャラリー

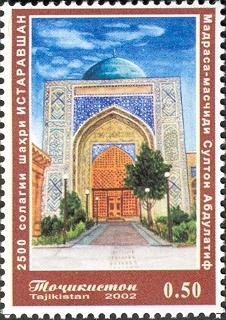
2002年にタジキスタンで発行されたイスタラフシャンの切手
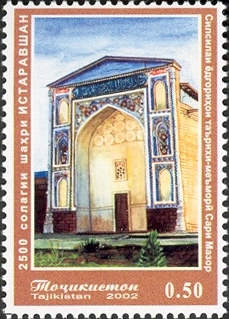
イスタラフシャンの切手
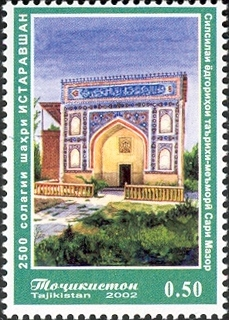
イスタラフシャンの切手
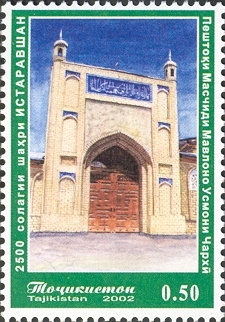
イスタラフシャンの切手
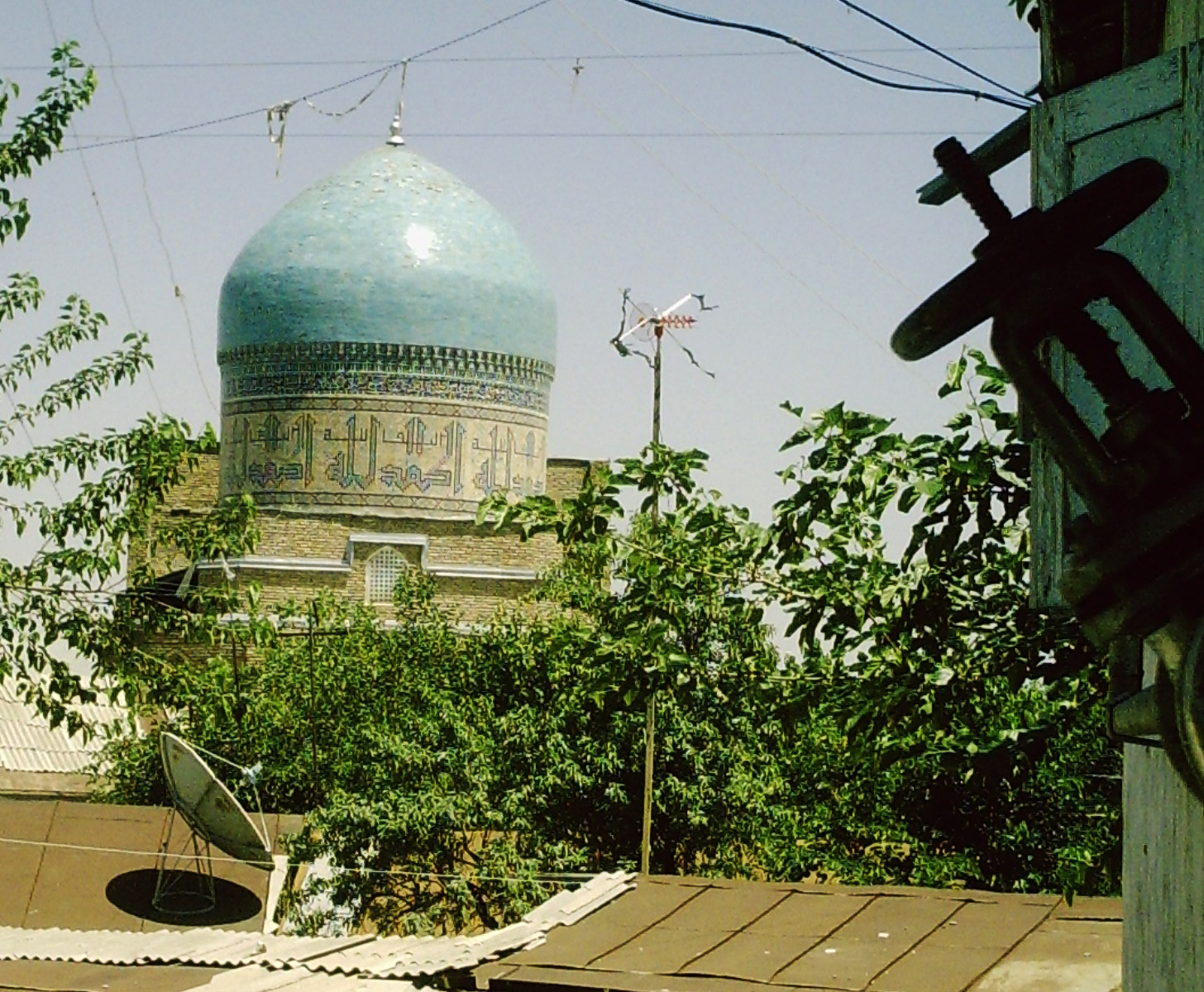
市内のモスク